# Anisotes
Anisotes is een geslacht uit de acanthusfamilie (Acanthaceae). De soorten uit het geslacht komen voor in tropisch en zuidelijk Afrika, op de Comoren, op Madagaskar en op het Arabisch schiereiland.

## Soorten
- Anisotes bracteatus Milne-Redh.
- Anisotes comorensis (Lindau) T.F.Daniel
- Anisotes divaricatus T.F.Daniel, Mbola, Almeda & Phillipson
- Anisotes diversifolius Balf.f.
- Anisotes dumosus Milne-Redh.
- Anisotes galanae (Baden) Vollesen
- Anisotes guineensis Lindau
- Anisotes hygroscopicus T.F.Daniel, Letsara & Martín-Bravo
- Anisotes involucratus Fiori
- Anisotes longistrobus (C.B.Clarke) Vollesen
- Anisotes macrophyllus (Lindau) Heine
- Anisotes madagascariensis Benoist
- Anisotes mayottensis T.F.Daniel
- Anisotes nyassae Baden
- Anisotes parvifolius Oliv.
- Anisotes perplexus T.F.Daniel, Letsara & Martín-Bravo
- Anisotes pubinervius (T.Anderson) Heine
- Anisotes rogersii S.Moore
- Anisotes sessiliflorus (T.Anderson) C.B.Clarke
- Anisotes spectabilis (Mildbr.) Vollesen
- Anisotes subcoriaceus T.F.Daniel, Letsara & Martín-Bravo
- Anisotes tablensis T.F.Daniel
- Anisotes tanensis Baden
- Anisotes tangensis Baden
- Anisotes trisulcus (Forssk.) Nees
- Anisotes ukambensis Lindau
- Anisotes umbrosus Milne-Redh.
- Anisotes venosus T.F.Daniel, Letsara & Martín-Bravo
- Anisotes zenkeri (Lindau) C.B.Clarke

... · 
Acanthopsis · 
Acanthus · 
Achyrocalyx · 
Afrofittonia · 
Ambongia · 
Ancistranthus · 
Andrographis · 
Angkalanthus · 
Anisacanthus · 
Anisosepalum · 
Anisotes · 
Anomacanthus · 
Aphanosperma · 
Aphelandra · 
Ascotheca · 
Asystasia · 
Avicennia · 
Ballochia · 
Barleria · 
Barleriola · 
Blepharis · 
Borneacanthus · 
Boutonia · 
Brachystephanus · 
Bravaisia · 
Brillantaisia · 
Brunoniella · 
Calacanthus · 
Calycacanthus · 
Camarotea · 
Carlowrightia · 
Celerina · 
Cephalacanthus · 
Chalarothyrsus · 
Chamaeranthemum · 
Chileranthemum · 
Chlamydacanthus · 
Chlamydocardia · 
Chorisochora · 
Chroesthes · 
Clinacanthus · 
Clistax · 
Codonacanthus · 
Conocalyx · 
Cosmianthemum · 
Crabbea · 
Crossandra · 
Crossandrella · 
Cyclacanthus · 
Cynarospermum · 
Cyphacanthus · 
Danguya · 
Dasytropis · 
Dichazothece · 
Dicladanthera · 
Dicliptera · 
Dischistocalyx · 
Duosperma · 
Dyschoriste · 
Ecbolium · 
Echinacanthus · 
Elytraria · 
Encephalosphaera · 
Eranthemum · 
Eremomastax · 
Filetia · 
Fittonia · 
Forcipella · 
Glossochilus · 
Graphandra · 
Graptophyllum · 
Gymnostachyum · 
Gypsacanthus · 
Hansteinia · 
Haplanthodes · 
Harpochilus · 
Hemigraphis · 
Henrya · 
Herpetacanthus · 
Heteradelphia · 
Holographis · 
Hoverdenia · 
Hulemacanthus · 
Hygrophila · 
Hypoestes · 
Ichthyostoma · 
Isoglossa · 
Isotheca · 
Jadunia · 
Justicia · 
Kalbreyeriella · 
Kosmosiphon · 
Kudoacanthus · 
Lankesteria · 
Leandriella · 
Lepidagathis · 
Megalochlamys ·
Ruellia · 
Strobilanthes · 
Thunbergia · 
...